# Цунголі
Цунголі, Цунґолі (італ. Zungoli) — муніципалітет в Італії, у регіоні Кампанія,  провінція Авелліно.
Цунголі розташоване на відстані близько 250 км на схід від Рима, 90 км на схід від Неаполя, 45 км на північний схід від Авелліно.
Населення — 1133 особи (2014).

## Демографія
Населення за роками:

Станом на 1 січня 2023 року в муніципалітеті офіційно проживало 18 іноземців з 7 країн, серед них 14 громадян країн Євросоюзу.

## Сусідні муніципалітети
- Анцано-ді-Пулья
- Аріано-Ірпіно
- Флумері
- Монтелеоне-ді-Пулья
- Сан-Соссіо-Баронія
- Вілланова-дель-Баттіста